# Richard Romanus
Richard Romanus, właśc. Richard Joseph Romanos (ur. 8 lutego 1943 w Barre, zm. 23 grudnia 2023 w Wolosie) – amerykański aktor charakterystyczny, pisarz, scenarzysta, i autor tekstów.

## Życiorys
Urodził się w Barre w Vermont jako syn Eileen (z domu Maloof) i doktora Raymonda Romanosa, dentysty. Jego rodzina była pochodzenia libańskiego. Miał młodszego brata Roberta „Boba” (ur. 17 lipca 1956). Dorastał jako katolik w West Hartford w Connecticut. W 1964 ukończył prywatny uniwersytet jezuicki Xavier University w Cincinnati z tytułem licencjata z filozofii i spędził rok na studiach prawniczych, a następnie w Nowym Jorku rozpoczął studia aktorskie u Lee Strasberga w Carnegie Hall i Actors Studio.
Debiutował na ekranie w horrorze Krwawe rytuały (The Ghastly Ones, 1968). Regularnie występował w głośnych serialach telewizyjnych – Mission: Impossible (1970), Aniołki Charliego (1977), Hawaii Five-O (1978) i MacGyver (1985). Jego najbardziej znaczącą rolą telewizyjną była postać Richarda La Penny, męża doktor Jennifer Melfi (Lorraine Bracco) w czterech odcinkach serialu HBO Rodzina Soprano (1999–2002). W dramacie kryminalnym Martina Scorsese Ulice nędzy (1973) jako Michael Longo spotkał się z brakiem szacunku ze strony Johnny’ego Civello (Robert De Niro), gdy ten liczył na niego w kwestii pieniędzy. W czarnej komedii Naiwniacy (Sitting Ducks, 1980), prezentowanym na 33. festiwalu w Cannes, zagrał Joe „Łosia” Mastaki, a także napisał muzykę do filmu. W dramacie sensacyjnym Johna Badhama Kryptonim Nina (1993) pojawił się w kluczowej scenie z Bridget Fondą. Jego głos można było usłyszeć w pełnometrażowych filmach animowanych, m.in. w kultowym filmie dla dorosłych Heavy Metal (1981), w którym gra główną rolę taksówkarza z Nowego Jorku 2023 w segmencie „Harry Canyon”. Był autorem scenariusza dwóch filmów telewizyjnych Lifetime – komedii kryminalnej Porzucanie ducha (Giving Up the Ghost, 1998) z Marg Helgenberger i komediodramatu fantasy Jeśli wierzysz (If You Believe, 1999) z Ally Walker.
20 maja 1967 zawarł związek małżeński z Tiną Bohlmann, z którą miał syna Roberta. W 1980 doszło do rozwodu. 11 sierpnia 1985 ożenił się z nominowaną do Oscara projektantką kostiumów Antheą Sylbert. W 2004 przenieśli się na grecką wyspę Skiathos, po czym skupił się na pisaniu. W 2011 opublikował swoją książkę wspomnienia, Akt III (wyd. Aiora Press, Ateny i Armida Publications, Nikozja) oraz pierwszą powieść, Chrysalis (wyd. Armida Publications). W 2012 Akt III znalazły się na krótkiej liście do nagrody International Rubery Book Award.
Zmarł 23 grudnia 2023 w prywatnym szpitalu w Wolosie w Grecji w wieku 80 lat.

## Filmografia

### Filmy
- 1975: Ulice nędzy jako Michael Longo
- 1984: Protokół jako Emir
- 1986: Prawo Murphy’ego jako Frank Vincenzo
- 1991: Oskar, czyli 60 kłopotów na minutę jako Vendetti
- 1993: Kryptonim Nina jako Fahd Bahktiar
- 1994: Gliniarze i Robbersonowie jako Fred Lutz

### Seriale
- 1970: Mission: Impossible jako strażnik
- 1974: Kojak – odc. „Zdrada” („The Betrayal”) jako detektyw Sam Calucci
- 1977: Aniołki Charliego jako Roy David
- 1977: Starsky i Hutch jako 'Sonny' Watson
- 1978: Hawaii Five-O jako Johnny Noah
- 1983: Cagney i Lacey jako Hassan bin Moqtadi
- 1983: Drużyna A jako Jackie Martell
- 1983: Hardcastle i McCormick jako Frankie Kane
- 1984: Detektyw Hunter jako Nathan „Nate” Demarest
- 1985: Opowieści z ciemnej strony jako Frank Bigalow
- 1986: MacGyver jako James Crowe
- 1986: Posterunek przy Hill Street jako kpt. Bob Ajanian
- 1987: Cagney i Lacey jako detektyw Sal Caprio
- 1986: Drużyna A jako Tommy Tedesco
- 1989: Mission: Impossible jako Arthur Six
- 1991: Gliniarz i prokurator jako Harry Rendel
- 1994: Szpital Dobrej Nadziei jako Anthony Travelli
- 1995: Przystanek Alaska jako Lowell Grippo
- 1996: Nowojorscy gliniarze jako Carmine Del Marco
- 1996: Diagnoza morderstwo jako dr Ed Quiller
- 1999–2002: Rodzina Soprano jako Richard La Penna
- 2001: Powrót do Providence jako dr Paul Gavins